# Нови Скиони
Нови Скиони (грч. Νέα Σκιώνη, Неа Скиони) је приморско насељено место у општини Касандра у периферији Средишња Македонија, Грчка. Према попису из 2021. године био је 701 становник.
Насеље је 1913. године имало 304 житеља Грка. На попису из 1928. године Нови Скиони су имали 400 становника, од чега 101 у Горњој махали и 299 у Доњој махали. Село се раније звало Цапрани.